# Juvigny (Górna Sabaudia)
Juvigny – miejscowość i gmina we Francji, w regionie Owernia-Rodan-Alpy, w departamencie Górna Sabaudia.
Według danych na rok 1990 gminę zamieszkiwały 542 osoby, a gęstość zaludnienia wynosiła 200 osób/km² (wśród 2880 gmin regionu Rodan-Alpy Juvigny plasuje się na 1107. miejscu pod względem liczby ludności, natomiast pod względem powierzchni na miejscu 1663.).